# Бекоев, Елиоз Давидович
Елиоз Давидович Бекоев (осет. Бекъойты Елиоз, 3 июня 1909 года, село Джер, Тифлисская губерния, Российская империя — 2 февраля 1970 года, Цхинвал, Юго-Осетинская автономная область, Грузинская ССР) — юго-осетинский советский писатель и журналист.

## Биография
Родился 3 июня 1909 года в бедной крестьянской семье в селе Джер, Тифлисская губерния. В раннем возрасте осиротел и воспитывался у своих родственников. Из-за тяжёлого материального положения занимался батрачеством, пася скот жителей села. В 1924 году перебрался в Северную Осетию, где устроился дробильщиком на Мизурской горно-обогатительной фабрике. Одновременно учился в вечерней школе. Получив среднее образование поступил в 1926 году на педагогические курсы в Цхинвале, которые окончил в 1928 году. В 1932 году был назначен на должность директора начальной школы в селе Сыба Дзауского района. В этом же году поступил в Ростовский педагогический институт, который окончил в 1936 году. В 1939 году окончил Юго-Осетинский педагогический институт.
После получения высшего образования работал директором Руставской семилетней школы Цхинвальского района. Потом был назначен ответственным секретарём литературного журнала «Фидиуæг» и заведующим отделом культуры газеты «Коммунист». С 1939 года по 1941 год был ответственным секретарём газеты «Коммунист».
В августе 1941 года был призван в ряды Красной Армии. Служил редактором дивизионной газеты «Боевой удар». Позднее его перевели на службу в редакцию газеты «Красная звезда». Был корреспондентом в составе 9-й горнострелковой дивизии. За вою службу был награждён Орденом Красной Звезды. В феврале 1943 года получил тяжёлое ранение. В конце 1943 года был демобилизован по состоянию здоровья.
С июня 1943 года по январь 1946 года работал начальником Главлита Южной Осетии. Был избран председателем союза писателей Южной Осетии. В 1950 году по решению ЦК коммунистической партии Грузии был освобождён от занимаемой должности по сфабрикованному обвинению в организации подпольной осетинской националистической группы. В 1947 году перебрался в Северную Осетию, где работал корреспондентом в Комитете радиовещания Северной Осетии и редакции газеты «Рæстдзинад».
После начала Хрущёвской оттепели возвратился в Южную Осетию, где стал работать в редакции газеты «Коммунист». Позднее был назначен на должность директора Цхинвальского книжного издательства. С февраля 1961 года до своей кончины в 1970 году работал литературным консультантом при Юго-Осетинском отделении Союза писателей СССР.
С 1928 года стал заниматься литературной деятельностью. Свой первый рассказ «Ног хъæу» (Новая деревня) напечатал в газете «Хурзæрин». В 1938 году издал первый сборник детских рассказов «Счастливая детвора». Одним из самых известных его произведений является роман-трилогия «Фатима», которая выдержала несколько изданий. Занимался переводами на осетинский язык произведений Антона Чехова, Льва Толстого и Михаила Шолохова.
Скончался 2 февраля 1970 года в Цхинвале.